# Grandrupt-de-Bains
Grandrupt-de-Bains és un municipi francès, situat al departament dels Vosges i a la regió del Gran Est. L'any 2007 tenia 79 habitants.

## Demografia

### Població
El 2007 la població de fet de Grandrupt-de-Bains era de 79 persones. Hi havia 30 famílies, de les quals 8 eren unipersonals (4 homes vivint sols i 4 dones vivint soles), 7 parelles sense fills i 15 parelles amb fills.
La població ha evolucionat segons el següent gràfic:
Habitants censats

### Habitatges
El 2007 hi havia 39 habitatges, 30 eren l'habitatge principal de la família, 6 eren segones residències i 3 estaven desocupats. Tots els 39 habitatges eren cases. Tots els 30 habitatges principals que hi havia estaven ocupats pels seus propietaris; 1 tenia dues cambres, 4 en tenien tres, 4 en tenien quatre i 21 en tenien cinc o més. 24 habitatges disposaven pel capbaix d'una plaça de pàrquing. A 18 habitatges hi havia un automòbil i a 7 n'hi havia dos o més.

### Piràmide de població
La piràmide de població per edats i sexe el 2009 era:
| Homes | Edats   | Dones |
| ----- | ------- | ----- |
| 0     | 95 o +  | 0     |
| 0     | 90 a 94 | 0     |
| 0     | 85 a 89 | 0     |
| 0     | 80 a 84 | 0     |
| 8     | 75 a 79 | 0     |
| 4     | 70 a 74 | 8     |
| 4     | 65 a 69 | 0     |
| 0     | 60 a 64 | 0     |
| 0     | 55 a 59 | 0     |
| 0     | 50 a 54 | 0     |
| 4     | 45 a 49 | 12    |
| 4     | 40 a 44 | 0     |
| 8     | 35 a 39 | 0     |
| 4     | 30 a 34 | 0     |
| 0     | 25 a 29 | 8     |
| 8     | 20 a 24 | 0     |
| 16    | 15 a 19 | 4     |
| 4     | 10 a 14 | 0     |
| 8     | 5 a 9   | 0     |
| 4     | 0 a 4   | 0     |

## Economia
El 2007 la població en edat de treballar era de 43 persones, 29 eren actives i 14 eren inactives. Les 29 persones actives estaven ocupades(18 homes i 11 dones).. De les 14 persones inactives 4 estaven jubilades, 7 estaven estudiant i 3 estaven classificades com a «altres inactius».
Activitats econòmiques
Dels 2 establiments que hi havia el 2007, 1 era d'una empresa de construcció i 1 d'una empresa d'hostatgeria i restauració.
L'únic servei als particulars que hi havia el 2009 era un paleta.
L'any 2000 a Grandrupt-de-Bains hi havia 9 explotacions agrícoles que ocupaven un total de 396 hectàrees.

## Poblacions més properes
El següent diagrama mostra les poblacions més properes.